# Pyrenacantha sylvestris
Pyrenacantha sylvestris är en tvåhjärtbladig växtart som beskrevs av Spencer Le Marchant Moore. Pyrenacantha sylvestris ingår i släktet Pyrenacantha och familjen Icacinaceae. Inga underarter finns listade i Catalogue of Life.